# Корте-де-Пелеас
Корте-де-Пелеас (ісп. Corte de Peleas) — муніципалітет в Іспанії, у складі автономної спільноти Естремадура, у провінції Бадахос. Населення — 1316 осіб (2010).
Муніципалітет розташований на відстані близько 320 км на південний захід від Мадрида, 30 км на південний схід від Бадахоса.
На території муніципалітету розташовані такі населені пункти: (дані про населення за 2010 рік)
- Корте-де-Пелеас: 1313 осіб
- Кортіхо-дель-Кура: 3 особи

## Демографія
Динаміка населення (INE ):